# Шломо ібн Ях'я
Шломо бен Йосеф ібн-Ях'я (івр. שְׁלֹמֹה; ? — до 1300) — португальський чиновник, єврейський мислитель. Представник єврейського роду Ях'їв. Народився у Португалії. Син Йосефа (Йосипа). Керував юдейськими громадами країни. Обмежував португальських євреїв у потягу до розкоші, намагаючись відвернути ненависть і заздрість місцевих християн. Мав учених синів Гдалію і Йосефа. Прізвисько — Старий (івр. הזקן‎, HaZaken).

## Імена
- Шломо бен Йосеф (івр. שְׁלֹמֹהבן בן יוֹסֵף, «Шломо, син Йосефа») — ім'я на івриті.
- Шломо ібн-Ях'я (івр. שְׁלֹמֹה אבן יחיא) — ім'я та прізвище на івриті.
- Шломо Старий (івр. שְׁלֹמֹה הזקן‎, Shlomoh HaZaken) — ім'я з прізвиськом.
- Соломон Йосипович